# 亚历山德拉·米罗斯瓦夫
亞歷山德拉·米羅斯洛（波蘭語：Aleksandra Mirosław，1994年2月2日—），婚前原姓盧辛斯卡（Rudzińska），是一名波蘭女子運動攀登運動員。她曾經獲得2018年世界攀岩錦標賽女子速度賽金牌和2019年世界攀岩錦標賽女子速度賽金牌。亞歷山德拉·米羅斯洛在2024年巴黎奧運會期間两次打破由自己保持的世界纪录。

## 外部連結
- IFSC （页面存档备份，存于） （英文）
- 亚历山德拉·米罗斯瓦夫的Facebook專頁
- 亚历山德拉·米罗斯瓦夫的Instagram帳戶